# Berceni (Prahova)
Berceni é uma comuna romena localizada no distrito de Prahova, na região de Muntênia. A comuna possui uma área de 31.02 km² e sua população era de 6105 habitantes segundo o censo de 2007.